# ハムステッド・ヒース
座標: 北緯51度33分37秒 西経0度9分39秒 / 北緯51.56028度 西経0.16083度ハムステッド・ヒース（英語: Hampstead Heath）は　ロンドンにある320ヘクタール (790エーカー)の公園である。ロンドンで最も標高が高い場所のひとつで、ハムステッド・タウンからハイゲートに広がっている。ロンドン粘土層に堆積した砂の上にあり、全体が草木に覆われている。ヒースには広大な平地、丘、池、新旧の森、屋外水泳場、遊戯用広場、陸上のトラックなどに加え、かつてカントリー・ハウスとして利用されていたケンウッド・ハウスと庭園が含まれる。公園の東南はパーラメント・ヒルと呼ばれる地帯で、パーラメント・ヒルからの眺望は法律で保護されている。

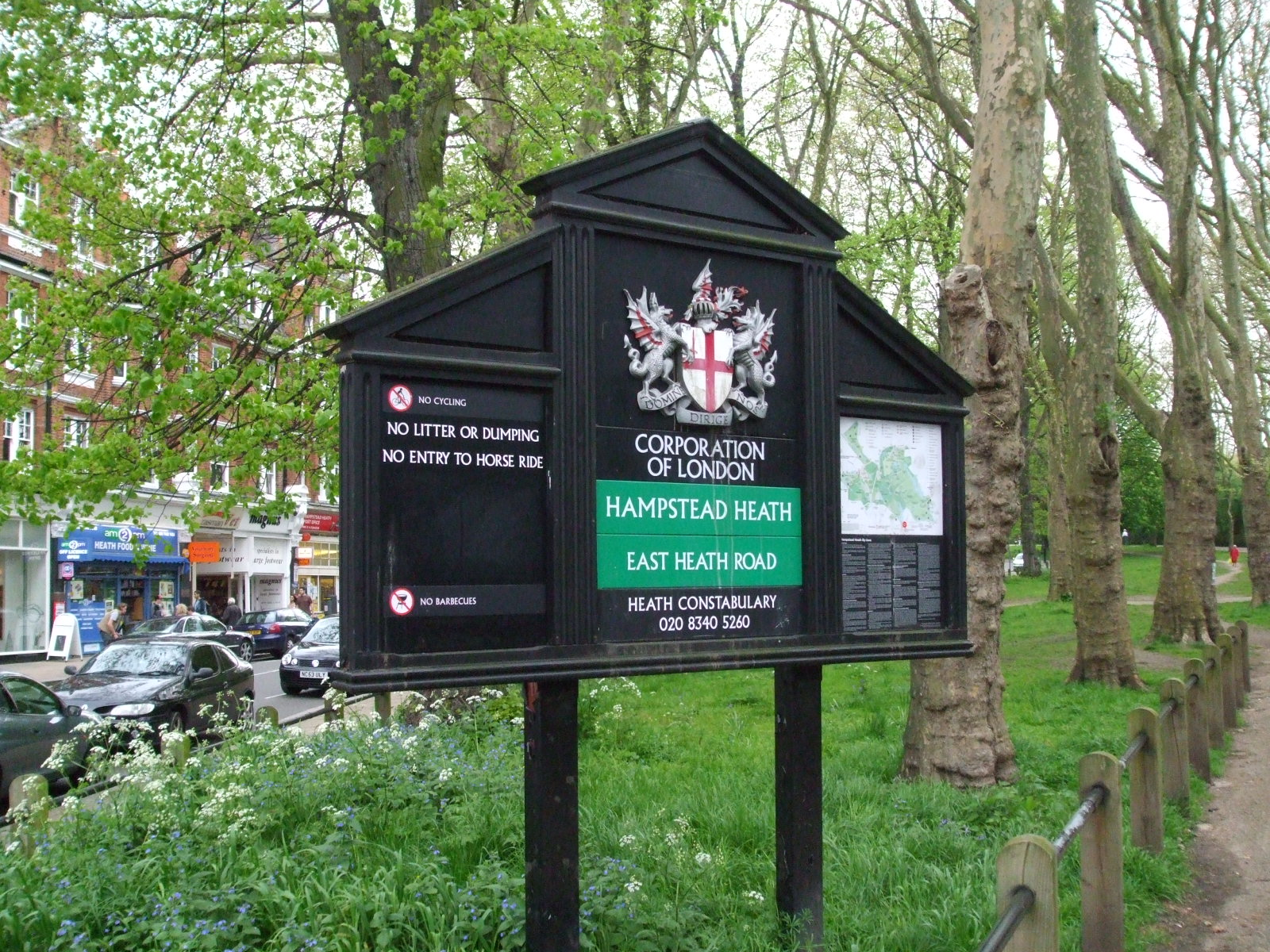
ヒースの南西のはずれ

ヒースの東側には池が連なっている。うち3つの池はフリート川から取水した飲料水用のため池で、今は屋外水泳場となっている。公園全体がイギリスの自然保護区域に指定されており、ケンウッド地区の一部はイギリスの重要自然科学区域にもなっている。池の周囲では夏季にはコンサートも催される。ヒースはシティ・オブ・ロンドン・コーポレーションによって管理され、敷地の大半がカムデン区にあるが、外縁部とゴルダーズ・ヒル・パークはバーネット区にある。

## 歴史

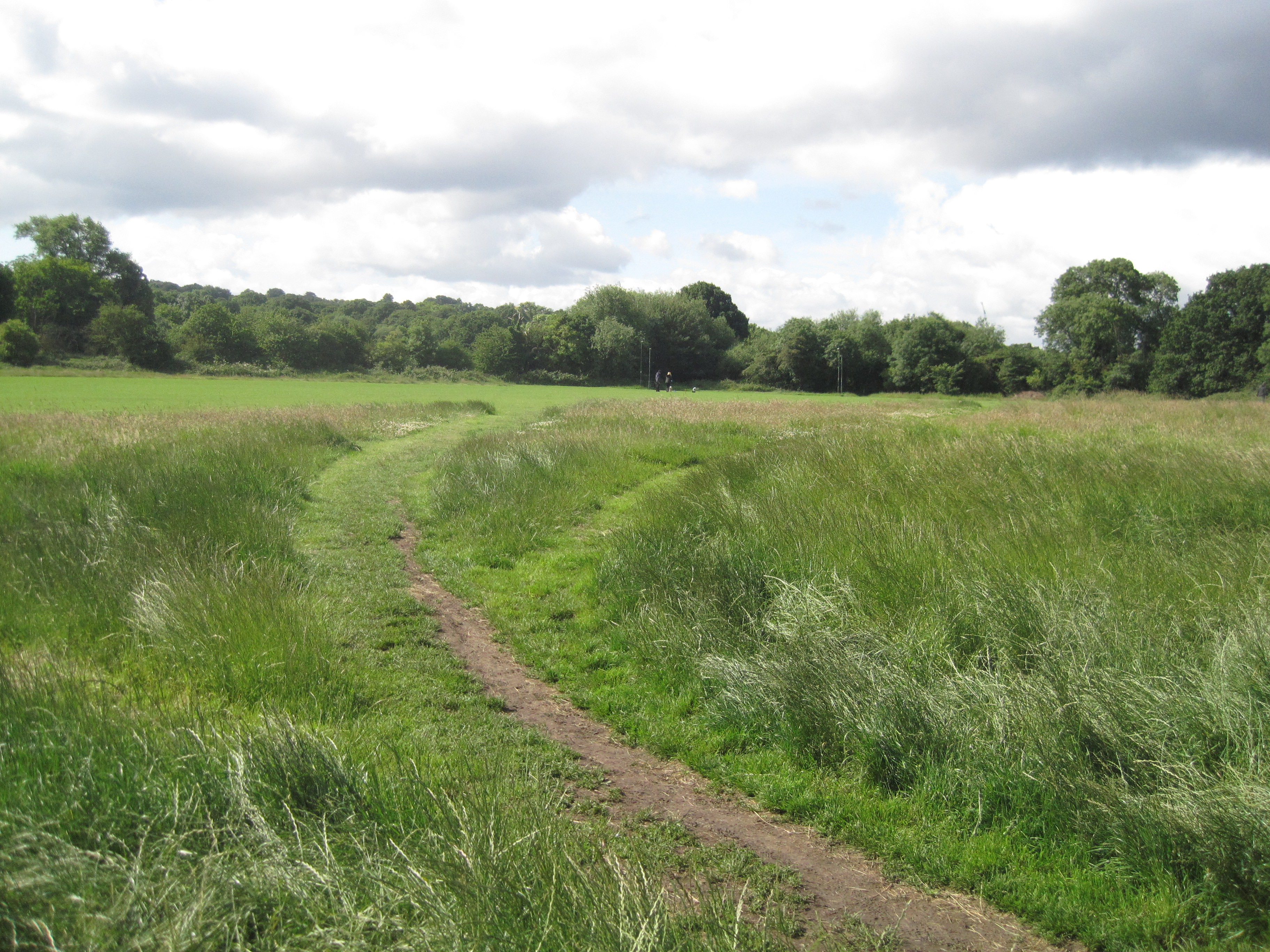
バーネットに伸びるハムステッド・ヒース

ヒースは986年に エゼルレッド2世が召使の1人に下賜した「ヘムステード（Hemstede）」の5つの ハイドの土地として初めて歴史書に登場する。同じ土地は1086年のドゥームズデイ・ブックにウェストミンスター寺院のペトロ修道院の土地として記載され、のちには「ハムステッド荘園」の名で知られるようになった。ウェストミンスター寺院は1133年に荘園の一部をリチャード・デ・ベルタの1人に譲ったのち、 ヘンリー2世治世化にはヒースのすべてが王のバトラーだったアレクサンダー・デ・バレンティンの私有地となった。ヒースは1940年代にスペンサー・ポクリントン・マリオン・ウィルソン伯爵が手放すまで私有の荘園で、この時、伯爵の邸宅はシェーン・ゴッホ、フィンセント・ゴッホ5世に譲られている。
時代が下がるに従い、特に19世紀に荘園は建築用に切り売りされ、ヒースは主に共有地として残された。ヒースの主要部分は首都土木委員会によって公共用地として買収された。パーラメント・ヒルは1888年に公共用地として300,000ポンド （2013年の940万ポンドに相当）で買収され、公園に加えられた。ゴルダーズ・ヒルは1898年に、ケンウッド・ハウスと庭園は1928年に公園の一部となった。
1808年から1814年まで、ヒースにはロンドンの海軍本部とグレート・ヤーマスの艦隊の間を結ぶ腕木通信の通信所がおかれた。
公有地となって以降、当初はロンドン・カウンティ・カウンシル （英語: London County Council、LCC) 、次いでグレーター・ロンドン・カウンシル（英語:Greater London Council、GLC）が、 1989年以降、シティ・オブ・ロンドン・コーポレーションがヒースを管理・運営している。 
2009年ロンドン市はヒースに通じる歩道を車両が通行可能なよう改良することを発表したが、地元住民や富裕層からの反対にあい、計画は実行されなかった。

## 地理
ヒースはロンドン粘土層上に堆積した砂の尾根にあり、東西に延びている。最高点は134メートル (440 ft)である。砂は雨による浸食を受けやすいうえ、砂の層を抜けた雨水は粘土層上に留まるため、ヒースは沼地上のくぼみに富み、泉や人為的に掘削された穴も多数存在する。 ハムステッド・ヒースには大ロンドン地区で最大の144.93ヘクタール (358.1エーカー)にわたる共有地が含まれる。
ヒース周辺にはロンドン・オーバーグラウンドのハムステッド・ヒース駅、ゴスペル・オーク駅に加え、ロンドン地下鉄のハムステッド駅、ベルサイズ・パーク駅が南に、ゴルダーズ・グリーン駅が西に、 ハイゲート駅およびアーチウェイ駅が東にあるほか、複数のバス路線が周囲を通過する。 

## ヒースの各エリア
敷地面積320ヘクタール (790エーカー)に及ぶヒースには様々な特徴があるエリアが含まれる。

### 野生動物
ハムステッド・ヒースは野生動物の重要な生息地ともなっている。ヨーロッパヤマカガシ、キツネ、ウサギ、ヒメアシナシトカゲ、 リス、カエルなどの陸上生物のほか、カワセミ、ニシコクマルガラス、ホオヒゲコウモリなどが池の上を飛ぶ姿も見られる。ホエジカ属、テラピン、ワカケホンセイインコなどの外来種の定着も見られる。

### ホワイトストーン、ハイゲート、ハムステッド池
ハムステッド・ヒースには25を超える池があるが、大半はハイゲート池とハムステッド池の両地区に位置する。

#### ホワイトストーン池
ホワイトストーン池はおおむね三角形をした池で、ヒースの南側のほぼ中心、産院として利用されていた元クイーン・メアリー・ハウスの建物の、ヒース・ストリート（A502）を挟んで北北西にある。この池は湧水を源泉とし、ウェストボーン川 （1850年代にロンドンの発展に伴って暗渠となったテムズ川支流のひとつ）の起点となっている。
この池はヒースの外周道路に近く、外部からもよく見える位置にあるため、レクリエーション用としてはほとんど利用されていない。ヒースの中でもっとも有名な池であり、多くの書籍にヒースの代表的な池として紹介されている。

#### ハイゲート池

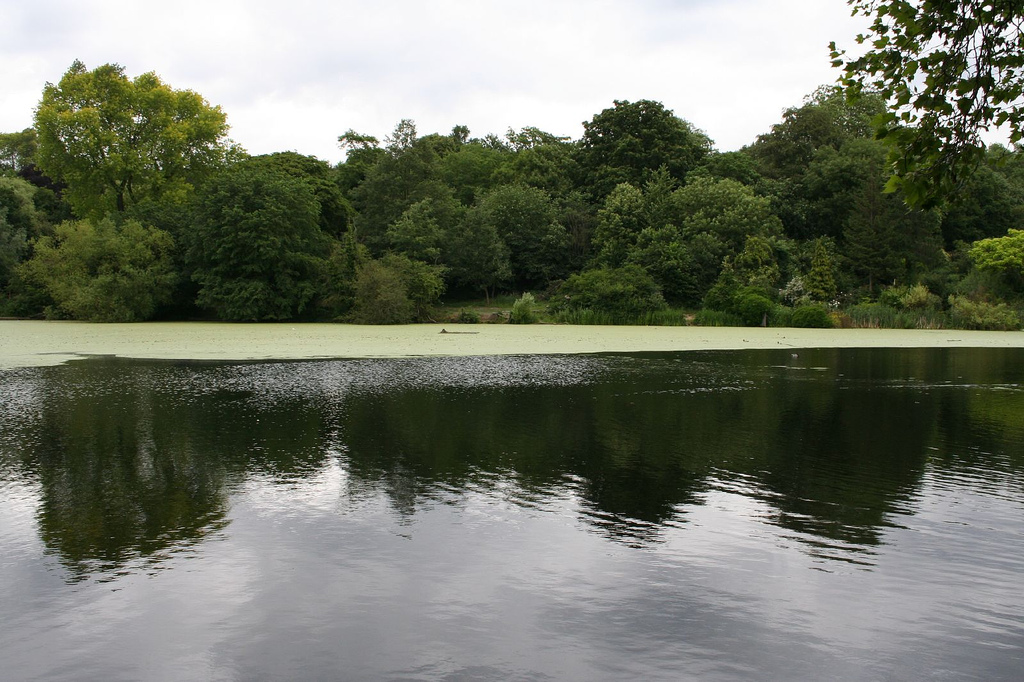
ハムステッド・ヒースの池

ハイゲート池はため池として利用されていた、ヒースの東側（ハイゲート側）にある、17世紀から18世紀にかけて掘られた8つの池からなる。池は、男性用と女性用に分かれた水泳用、模型船用として利用されているほか、ストック池とバード・サンクチュアリ池は野生動物の保護用となっている。釣りをすることができる池もあるが、ダムに改造される計画もある。

#### ハムステッド池
ハムステッド池は、ヒースの西南の角、サウス・エンド・グリーンの方角にある3つの池の総称である。池のひとつでは男女の区別なく遊泳ができる。この3つの池は1777年にフリート川源流のひとつであるハムステッド・ブルックが1692年にロンドンの水需要の増加にこたえるために設立されていたハムステッド水利会社によってせき止められたことによって作られた。
今日、男性入浴用となっている池の近くには「ブーディカ墳墓」があり、バトル・ブリッジで1万人のイケニ族の兵士と共に戦って敗れたブーディカ女王の墳丘墓と伝えられているが、古い図面や絵ではこの場所には17世紀に作られた風車が描かれているが、墳墓が描かれたものはない。

#### 池の維持管理
2004年、ヒースの維持管理を担当するシティ・オブ・ロンドン・コーポレーションは、池の維持管理に要する費用の問題と、池で泳ぐ際の健康への影響を理由に池の閉鎖を実行しようとした。池の利用者がこれを阻止する訴えを起こし、高等法院で利用者が勝訴している。池の維持費を賄うため、シティ・オブ・ロンドン・コーポレーションは1ポンドを権利金として、利用ごとに2ポンドを課したが、反対も根強く、チケット販売機が破壊されるなどの問題も発生している。
2011年1月、ロンドン市は、確率は低いものの、ロンドンを襲う可能性のある、大嵐に対応できるよう池堤を改良する計画を発表した。この計画では、3つの池が1975年ため池法の規定を確実に満足できるよう改良することが提案されている。2010年ロンドン市洪水及び治水に関する条例の成立に伴い、ヒースのすべての池がこの条例を満足するようロンドン市は求めている。2011年の計画には、藻の繁茂によって汚染された水質の改善も盛り込まれた。池堤の改良計画は2012年から2014年にかけて大規模に修正されている。池の改良計画は、「堤はナンセンスだ (Dam Nonsense)」と提唱する諸団体の反対運動にあっている。

### カエン・ウッド・タワーズ
ヒースの北西は1972年にカエン・ウッド・タワーズからアスローン・ハウスに改名された建物と、その庭を含む保存地区内にあるが、あまり維持管理が行き届いていない。この、今ではほとんど維持管理がなされていない歴史的建造物は、1872年にアニリン染料の製造者だったエドワード・ブルックが、建築家エドワード・サロモンズの設計によって建設したものである。1942年、この建物はイギリス空軍に接収され、イギリス空軍諜報部の教育施設として利用されたが、表向きは療養病院とされていた。キューの国家文書保管室に残り、1990年代後半に公開された空軍ハイゲート基地運用記録（フォーム540）により、戦時中のこの施設の利用目的が明らかになっている。この施設至近に1944年後半に2回V-1が落下しており、施設のスタッフに負傷者が出ている。イギリス空軍諜報部教育施設は1948年までこの建物を利用したあと、保健省に引き渡している。保健省はこの建物を療養施設として利用したが、1980年代以降は維持管理を行っていない。英国国民保健サービス（NHS）は2004年にこの地域の再開発を行っているビジネスマンにこのエリアを売却したが、アスローン・ハウスと、庭園はハムステッド・ヒースの保存地区に残されることになった。

### パーラメント・ヒル・フィールド
パーラメント・ヒル・フィールドはヒースの南と、東に位置する。このエリアがヒースの一部に正式に組み入れられたのは1888年のことである。このエリアには陸上競技用トラック、テニスコート、パーラメント・ヒル・リドと呼ばれる屋外水泳場などの運動施設もある。パーラメント・ヒルの最高点が凧揚げの愛好者から「カイト・ヒル」と呼ばれるなど、パーラメント・ヒルは様々な点でヒースで最も有名な場所とされることがある。パーラメント・ヒルの標高は98.1メートル (322 ft)で、カナリー・ワーフの高層ビル群、セント・ポール大聖堂とその隣のシティ・オブ・ロンドンなどロンドンの名勝が一望できることから、法律によって眺望が保護されている。ヒースの維持管理事務所もパーラメント・ヒル・フィールズにある。
パーラメント・ヒルの南の斜面にはゴスペル・オーク・リドと呼ばれる屋外水泳場があり、リドの北側には陸上のトラックなど運動施設がある。

### ケンウッド

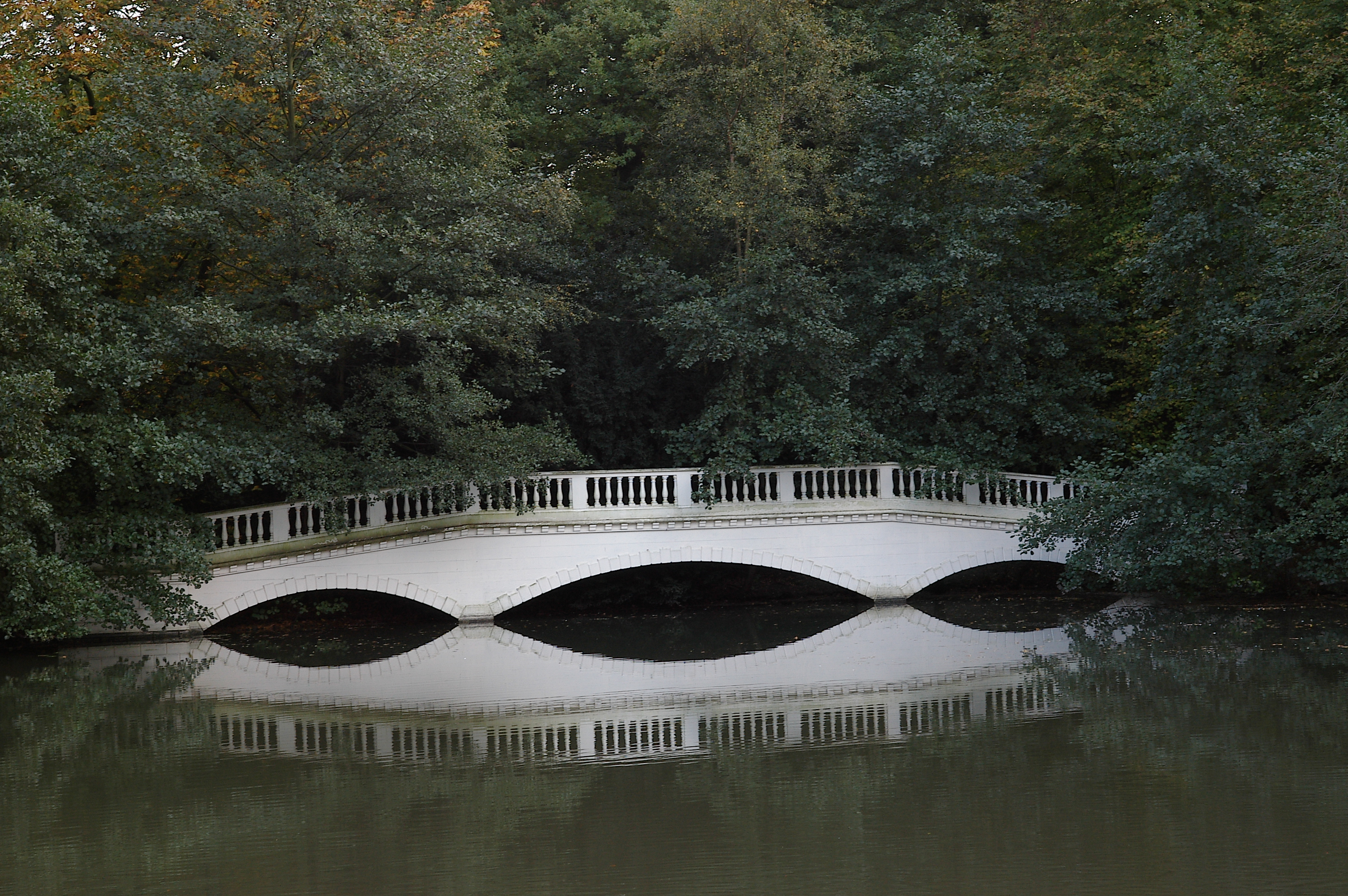
ケンウッド・ハウスの擬似橋

ヒースの北部には敷地面積50ヘクタール (120エーカー)のケンウッド・ハウスがあり、このエリアはイングリッシュ・ヘリテッジが維持管理している。このエリアはアイヴァー伯の遺言により1927年にヒースの一部となり、1928年から一般に公開されている。建物は17世紀に建てられたもので1700年ごろにオレンジェリーが追設された。

### ハムステッド・ヒースの森
ケンウッド・ハウスの1/3はナチュラル・イングランドによって生物学的にイギリスの重要自然科学区域とされている。

### ヴェール・オブ・ヘルス
ヴェール・オブ・ヘルスはイースト・ヘルス・ロードからアクセスする、全体がヒースの中にある小集落で、1801年まではハチェッツ・ボトムと呼ばれていた。

### エクステンション
エクステンションは、ヒース北西のエリアで、ヒースのほかのエリアとは成り立ちが異なる。このエリアは ハムステッド・ガーデン・サバーブを築いたヘンリエッタ・バーネットの尽力で農地から転用された。土地の境界の跡や、低木、木などがこのエリアが農地だった痕跡として残っている。

### ゴルダーズ・ヒル・パーク
ゴルダーズ・ヒル・パークは、ヒースの西側にある本格的な公園である。この公園は、第二次世界大戦で爆撃された大きな邸宅の敷地の大半を転用したものである。公園全体が草に覆われ、本格的なフラワー・ガーデン、水鳥用の池、近年刷新されたシカ用の地域を含む動物園につながる水生植物園がある。動物園にはロバ、 マーラ、ワオキツネザル、アカハナグマ、ホオジロエボシドリ、ワシミミズクなどが飼育されている。公園にはテニスコート、蝶園、パット練習場などもある。
ヒースのほかのエリアと異なり、ゴルダーズ・ヒル・パークは柵で囲まれ、夜間は施錠されている。

## ハムステッド・ヒース警察隊
ハムステッド・ヒース警察隊は12の支隊からなり、うち2隊は英国警察幹部学校および内務省の基準を満足する多目的警察犬を装備する。警察隊は1992年以降ヒースの警備を担当している。
この警察隊には、ロンドン市警察より以前に、1967年成立の法律、Ministry of Housing and Local Government Provisional Order Confirmation (Greater London Parks and Open Spaces) Act 1967によりヒースでの警察権が付与されている。1967年の法律はロンドン市を対象として含んでいないが、1989年成立の法律 London Government Reorganisation (Hampstead Heath) Order 1989によってロンドン市がヒースに果たす役割が、グレーター・ロンドン・カウンシルが以前果たしていたものと同様になったことにより、ハムステッド・ヒース警察隊の警察権が有効となったが、これはヒース内部だけで行使可能で、ロンドン市の施政下にあるほかの場所では行使できないことになっている。
ハムステッド・ヒース警察隊には、1878年成立の法律、Corporation of London Open Spaces Act 1878により、シティ・オブ・ロンドン・コーポレーションが管理する、この法律に除外が明記されているエッピング森を除く公共空間での警察権も与えられている。ハムステッド・ヒース警察隊の公共空間での警察権は、法律によって担保されている。ハムステッド・ヒース警察隊はロンドン警視庁と緊密に連携を取り、重大犯罪の捜査はロンドン警視庁に、地域の犯罪捜査はグレーター・ロンドン警察に引き継がれる。ハムステッド・ヒース警察隊はロンドン市警察とも連携し、訓練や物資の供給を受けている。
ハムステッド・ヒース警察隊の費用はシティ・オブ・ロンドン・コーポレーションの基金と寄付で賄われ、ハムステッド・ヒース警察隊の活動は2000年情報公開法の対象外とされている。港湾警察など、ほかの地域警察とこの点は対照的である。

## ヒースでの活動
ヒースでは16種類のスポーツをはじめ、様々な活動が行われている。ウォーキング、ランニング、スイミング、凧揚げに加え、イギリスのクロスカントリー走発祥の地とされている。毎週開催されるパークランと呼ばれるランニングイベントや、英国がん研究所の支援によるレース・フォー・ライフなどが代表的なイベントである。2007年2月まで、ケンウッドは池畔でのコンサートを主催していた。
ヒースの西は、ロンドンで最も安全な夜間に同性愛者が相手探しのできる場所とされている。ジョージ・マイケルはヒースで相手探しをした過去を告白、のちに彼自身がエキストラ:スターに近づけ!のクリスマス特別番組でパロディーにしている。
3つある池の水泳場のうち、2つは通年利用可能である。うちひとつは男性専用で1890年代に開設されたもの、もうひとつは女性専用で1925年に開設されたものである。男女共用の残りのひとつは3つの池の中で最古の1860年代開設で、5月から9月まで利用可能となっている。
陸上競技用トラック、ペタンク用コート、バレーボール用コート各1面に加え、冒険遊び場1か所を含む8か所の子供用遊戯施設8か所が備えられている。

## ハムステッド・ヒースを舞台とする作品
カール・マルクスは、ロンドン在住中、家族とともにハムステッド・ヒースを散策することを特に好んだ。
ヴィクトリア時代の画家、ジョン・アトキンソン・グリムシャウは、ハムステッド・ヒルの精密な油絵を描いているほか、ヴィクトリア時代の作家、ウィルキー・コリンズ小説'『白衣の女』の背景となっている。
ギルバート・ケイス・チェスタートンの推理小説、『ブラウン神父』シリーズの一作、『青い十字架』の舞台の一部となっている。
デニス・グリーンとアントニー・バウチャーによる、1946年1月7日に放送されたラジオドラマ、The Strange Case of the Murder in Waxには、ハムステッド・ヒースで女性を殺した殺人者が登場する。
ジャン・ストラッサーの小説、『ミニヴァー夫人』には、「ハムステッド・ヒースにて」と題する章があり、ハムステッド・ヒースが舞台となっている。
1968年の映画 『Les Bicyclettes de Belsize』はハムステッド・ヴィレッジとベルサイズ・パークで撮影が行われた。
ザ・キンクスのアルバム、『ヴィレッジ・グリーン・プリザヴェイション・ソサエティ』のジャケット写真はハムステッド・ヒースで1968年8月に撮影された。ケンウッド・ハウスが背景に写った写真が何枚か含まれている。
ジョン・ル・カレの1979年の小説『スマイリーと仲間たち』の冒頭の重要シーンと、それに続く捜査の場面は、ハムステッド・ヒースを舞台にしている。このシーンは1982年のBBCのテレビシリーズでも再現されている。
スティーヴン・キングの小説、『IT-イット-』を原作とする1990年の映画『 IT』には、ハムステッド・ヒースに住む架空のアメリカ人作家が登場する。
1999年の映画『ノッティングヒルの恋人』では、ジュリア・ロバーツが演じる女優が劇中で出演する映画の撮影シーンにケンウッド・ハウス周辺のハムステッド・ヒースが登場する。
2005年に彫刻家ジアンカルロ・ネリの高さ9 mのテーブルと椅子の彫刻、The Writerがハムステッド・ヒースに展示された。
2006年の映画『シーンズ・オブ・セクシュアル・ネイチャー』は全編がハムステッド・ヒースを舞台とする。
ハムステッド・ヒースのうち、パーラメント・ヒルから南は、テレビ番組『セブン・ナチュラル・ワンダーズ』に、ロンドンの7不思議のひとつとして登場する。番組のこの回は、ゴスペル・オークに住み、ハムステッド・ヒースで野鳥観察を行っているビル・オディが担当した。
ウィル・セルフの2006年の小説、『ブック・オブ・デーブ』は、ハムステッド・ヒースを重要な舞台とする。物語の半分は500年後、洪水によって水没し、ハムステッドとハムステッド・ヒースの丘の上だけが小さな島、アイランド・オブ・ハムとして残された時代を舞台としている。物語の中では、現代を舞台とし、海面が100 m上昇した場合に備え、乾燥した地帯として保護されるヒースが描かれている。セルフは、「この数平方マイルの木と灌木の島は、都市の潟の上にある」と記している。
コリン・ウィルソンは、処女小説『暗黒のまつり』の執筆中、生活費節約のため、ハムステッド・ヒースの荒れ地で、寝袋で生活していた。
ハムステッド・ヒースは、ヴェルコールの小説Les Animaux dénaturésにも登場する。
ヴェール・オブ・ヘルスはピート・アトキンとクライブ・ジェームスの1974年のアルバムSecret Drinkerに収録されたRain-Wheelの中で言及されている。
パット・ベネターのアルバム、Get Nervousに収録されAnxietyのプロモーションビデオには、ハムステッド・ヒースの建物に入っていくシーンがある。
ブラム・ストーカーの有名な小説『吸血鬼ドラキュラ』には不死となったルーシーがハムステッド・ヒースで遊ぶ子供を誘拐するシーンがある。

## ギャラリー
ケンウッドからの眺望（ザ・シャードが建設される以前）.

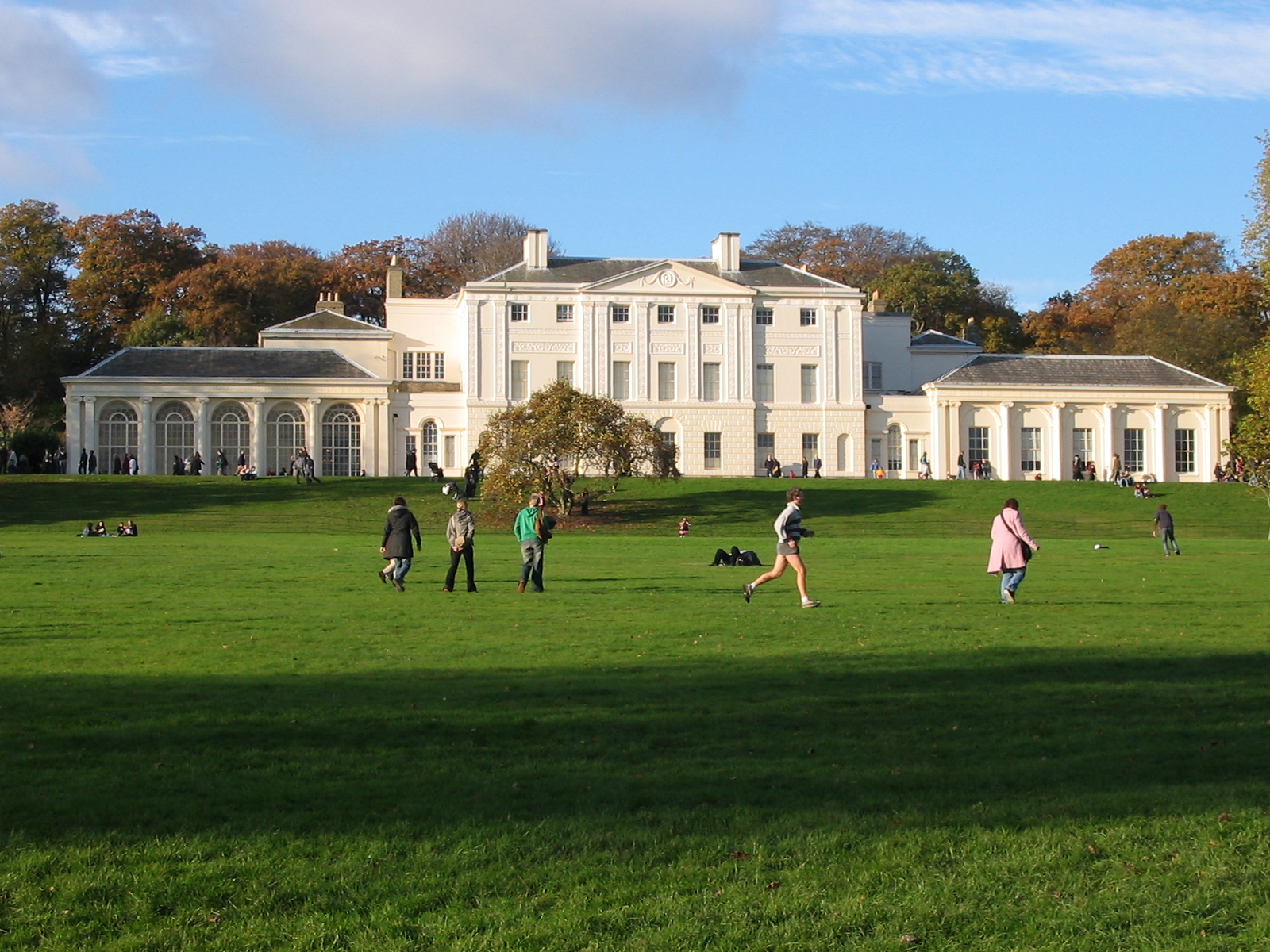
ケンウッド・ハウス
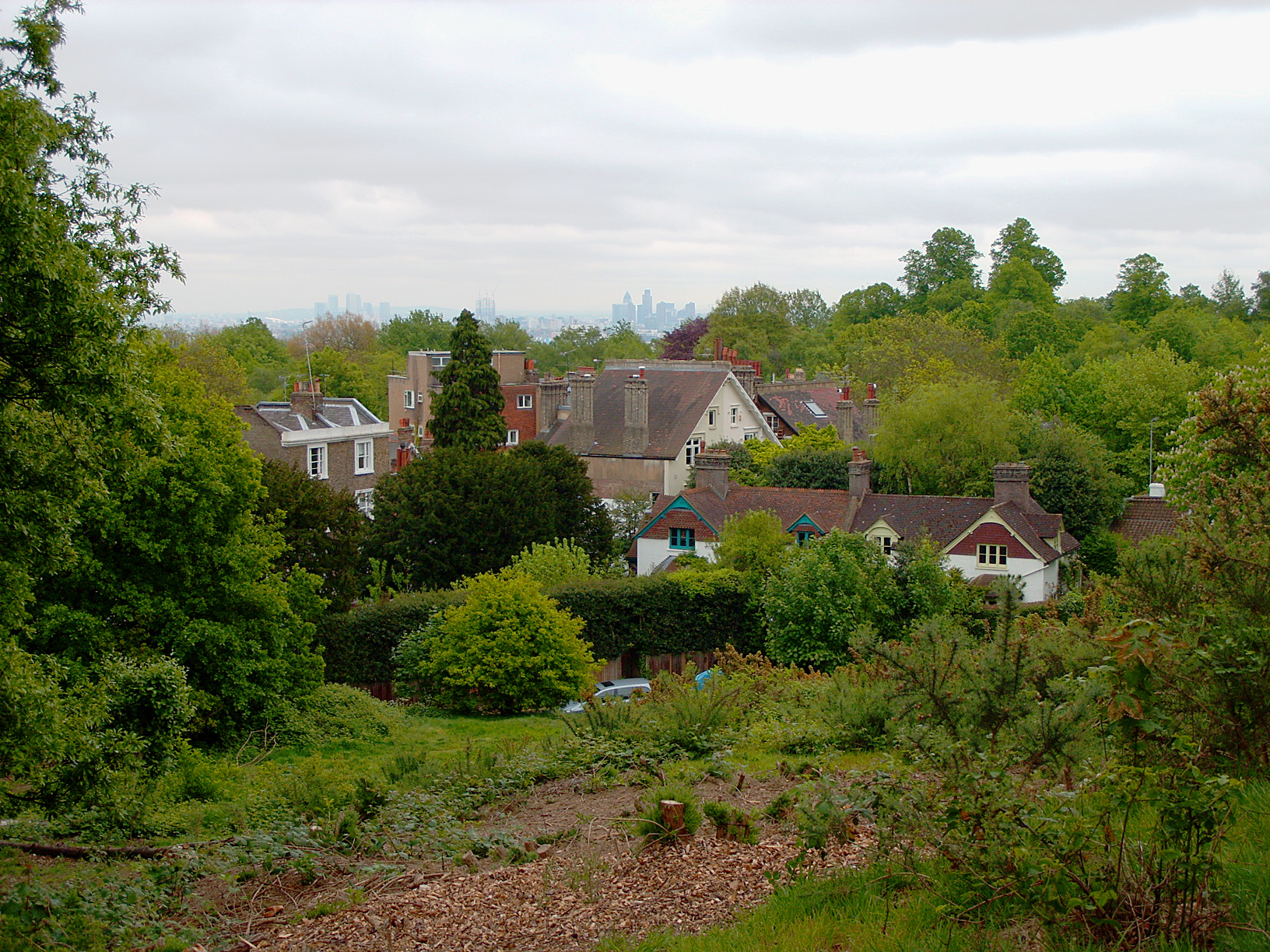
ヴェール・オブ・ヘルス
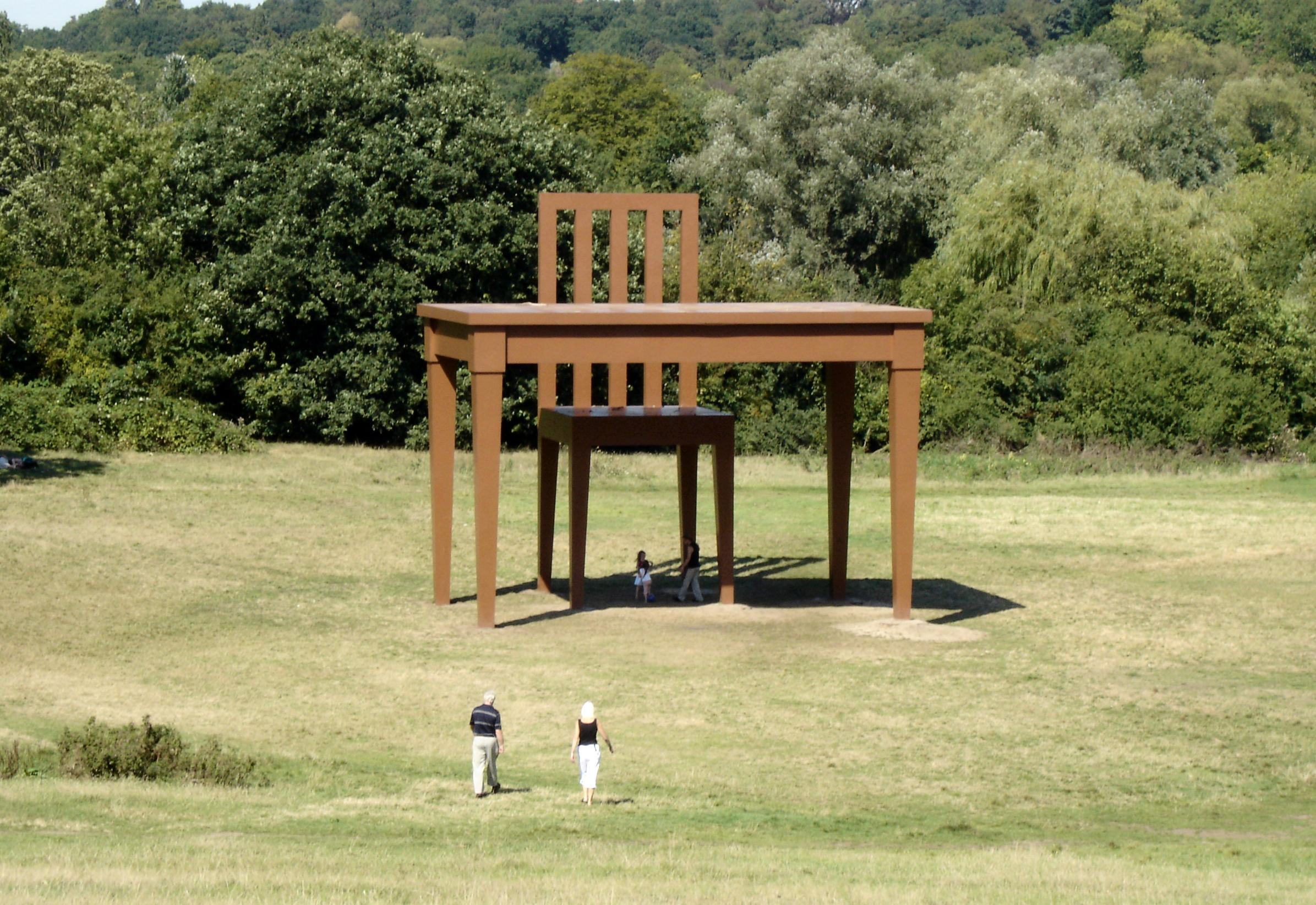
製作中のThe Writer、2006年撮影
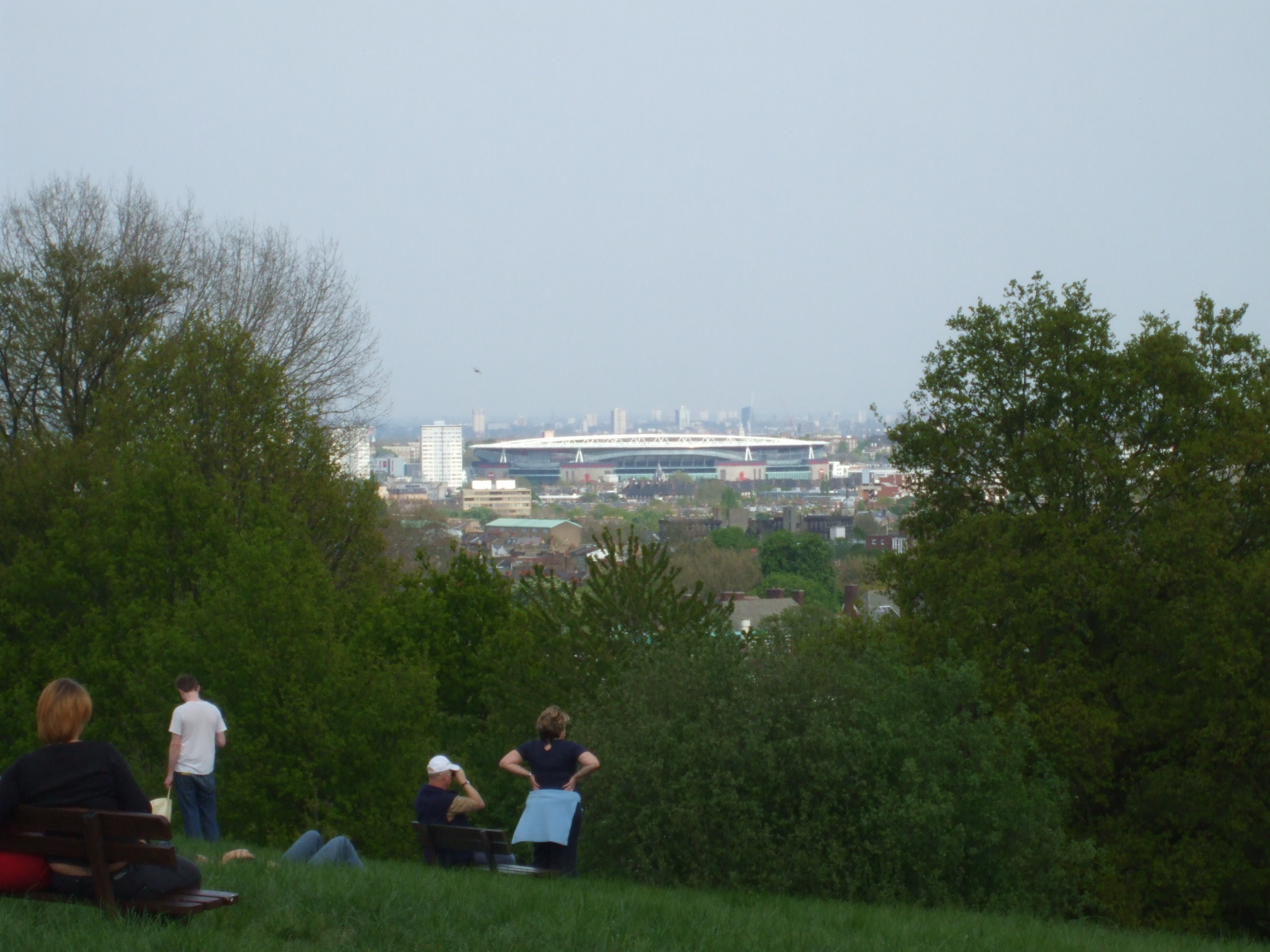
ハムステッド・ヒースからみたアーセナルFCの本拠地エミレーツ・スタジアム
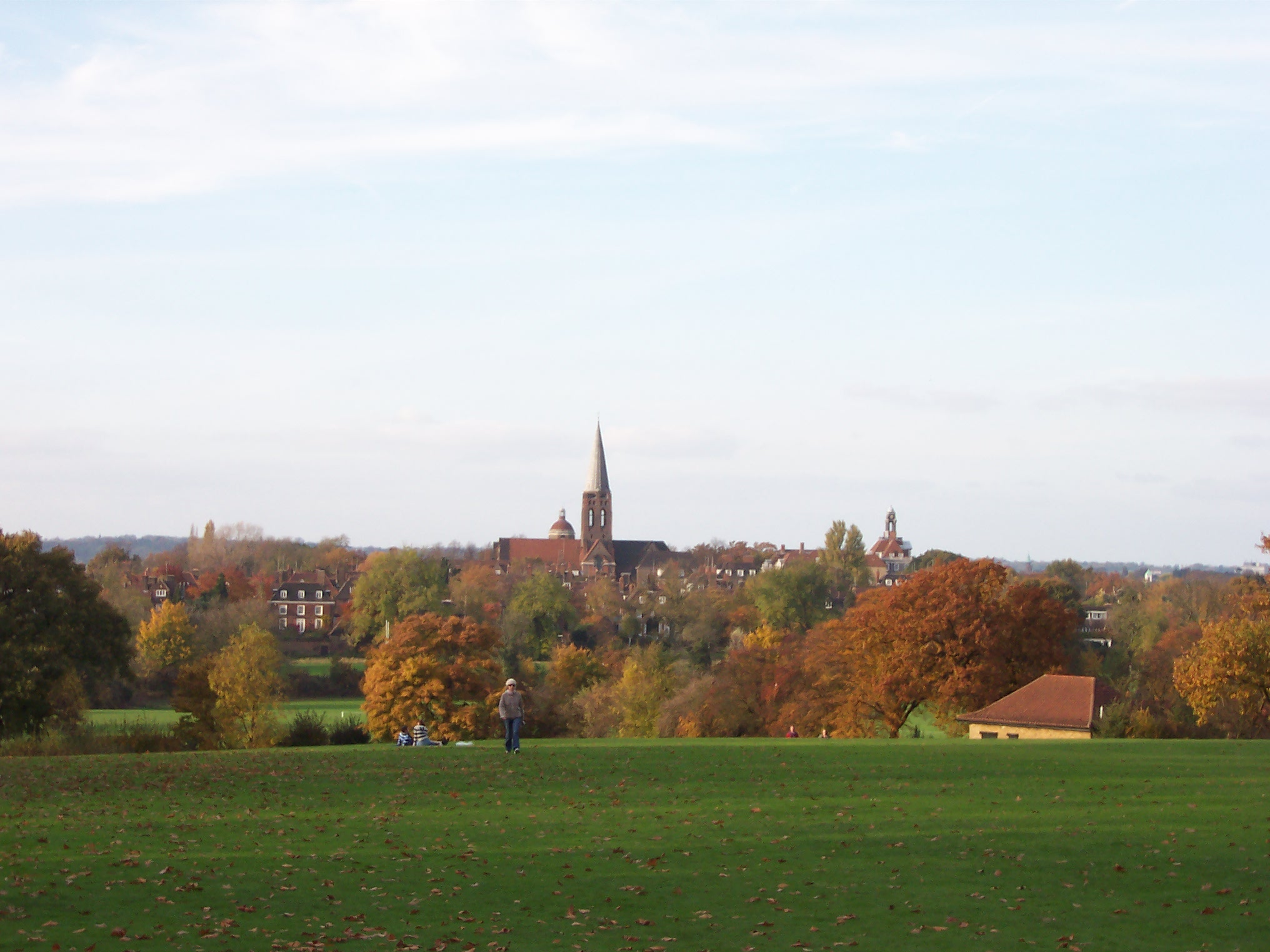
ハムステッド・ガーデン・サバーブのセント・ジュード教会（英語版）をエクステンションから見る
パーラメント・ヒルからみたロンドンの眺望

## 参考資料
- Hampstead Heath: Its Geology and Natural History. Prepared under the Auspices of the Hampstead Scientific Society with 3 maps (pull-out) and 11 plates, T. Fisher Unwin, London, 1913
- Weinreb, Ben; Hibbert, Christopher (2010). The London Encyclopaedia. Macmillan. ISBN 978-1405049252
- Hewlett, Janet (1997). Nature Conservation in Barnet. ロンドン・エコロジー・ユニット（英語版）. ISBN 1 871045 27 4